# Dixa venosa
Dixa venosa är en tvåvingeart som beskrevs av Friedrich Hermann Loew 1872. Dixa venosa ingår i släktet Dixa och familjen u-myggor.
Artens utbredningsområde är Texas. Inga underarter finns listade i Catalogue of Life.